# Rhizounochloridaceae
Famille
Les Rhizounochloridaceae sont une famille d'algues de l'embranchement des Ochrophyta  de la classe des Xanthophyceae et de l’ordre des  Rhizochloridales.
Le genre Lopezmyxa a été trouvé dans les eaux douces à la source d'un ruisseau de montagne, mélangé avec des filaments de Spirogyra et de Tribonema (algue Tribonemataceae) du parc d'état de Sao Paulo, Brésil.
Le genre Requilomyxa a été découvert en eau douce, dans le lac artificiel "Bellig" près de Sao Paulo, Brésil.

## Étymologie
Le nom vient de l’hypothétique genre type Rhizounochloris qui n'a jamais été décrit. Le nom est construit à partir du genre Rhizochloris (genre type de la famille des Rhizochloridaceae) par insertion du radical -uno-, « un ; unique », entre le préfixe rhizo- (du grec ρίζα / riza, racine), et le suffixe -chloris (du grec χλωρηίς / chloriis, jaune verdâtre), littéralement « Rhizochloris solitaire ». De fait les genres Lopezmyxa et Requejomyxa  se présentent comme des « cellules amiboïdes solitaires et nues contenant un seul chloroplaste jaune-vert ». 

## Systématique
Le nom Rhizounochloridaceae donné par Borís Skvortsov en 1972, n'est que descriptif et donc invalide. AlgaeBase (16 avril 2022) ne mentionne cette famille qu'à titre indicatif mais  classe les genres Lopezmyxa et Requejomyxa dans la famille des Rhizochloridaceae.
D'autre part le genre Lopezmyxa est actuellement considéré comme un synonyme de Rhizochloris (famille des Rhizochloridaceae).

## Description
Le genre Lopezmyxa se présente sous la forme d’une cellule amiboïde solitaire sphérique ou oblongue de 25 à 45 µm de long, nue avec un périplasme fin. La cellule n’a pas de flagelle mais des pseudopodes en forme de doigts se développant à partir de toutes les parties de la cellule. Le cytoplasme est hyalin (transparent comme du verre) et contient un seul chloroplaste périphérique jaune-vert, recouvrant presque toute la surface de la cellule. De nombreux grains de leucosine sphériques et réfringents sont présents.. 

## Liste des genres
Selon AlgaeBase (16 avril 2022) :

- Aucun taxon subordonné

Selon World Register of Marine Species (16 avril 2022) :
- Lopezmyxa Skvortzov, 1972
  - espèce Lopezmyxa viridis-flavescens Skvortzov, 1972
- Requejomyxa Skvortzov, 1972
  - espèce Requejomyxa armata Skvortzov, 1972